# Le Mesnil-Garnier
Le Mesnil-Garnier är en kommun i departementet Manche i regionen Normandie i norra Frankrike. Kommunen ligger i kantonen Gavray som tillhör arrondissementet Coutances. År 2022 hade Le Mesnil-Garnier 222 invånare.

## Befolkningsutveckling
Antalet invånare i kommunen Le Mesnil-Garnier
| Referens: INSEE |